# Bitva v oblasti Kuhmo

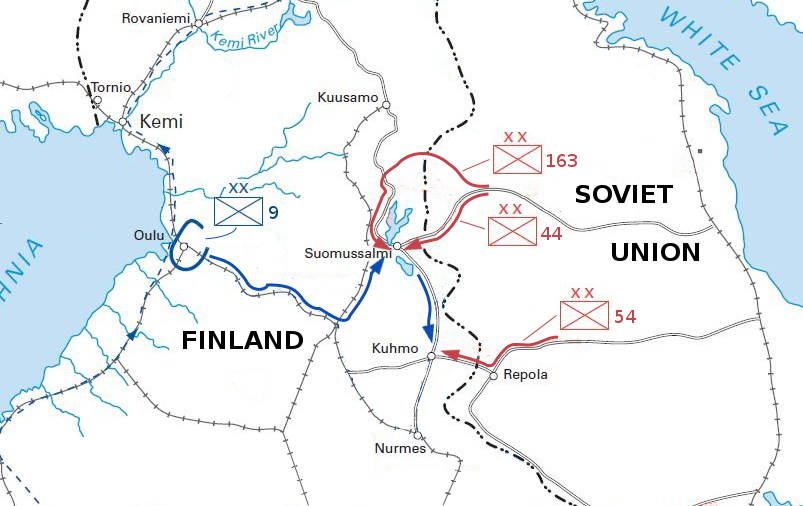
Fronta bitvy.

Bitva v oblasti Kuhmo (30. listopadu 1939 – 13. března 1940) byla významným střetnutím zimní války. Zahájil ji útok elitní 54. divize Rudé armády směrem na Kuhmo na samém počátku války. Finské krycí síly a poměrně slabé zajišťovací jednotky však její nápor postupně zpomalovaly, až jej hlouběji ve vnitrozemí zastavily a začaly ji obkličovat. Obklíčení bylo dokončeno s příchodem posil, které představovaly jednotky plukovníka Siilasvua, které se sem přesunuly od Suomussalmi. V průběhu nové ofenzívy v únoru 1940 byly na vyproštění obklíčené a těžce strádající divize nasazeny nové síly, konkrétně 33. divize a Dolinova lyžařská brigáda. Akce však neuspěla – supraelitní Dolinova lyžařská brigáda sestavená se zvláštnímu výcviku podrobených elitních sportovců byla rozdrcena a zcela zničena krátce po zahájení bitvy a ani 33. divize nedokázala ve svých osvobozovacích akcích uspět, byť její soustavný tlak znemožnil Siilasvuovi provést konečnou likvidaci 54. divize. Bitvu ukončilo až příměří v celé válce. 